# Roberto Hernández Ramírez
Roberto Hernández Ramírez (Tuxpan, Veracruz, 24 de marzo de 1942) es un empresario mexicano, director general del Banco Nacional de México de 1997 a 2000 y actual presidente honorario del Consejo de Administración de Grupo Financiero Citibanamex.

## Biografía
Nació en el puerto de Tuxpan Veracruz, es hijo de Elena Ramírez y Pedro Hernández Maldonado, quién fuese alcalde de dicho municipio.
Roberto realizó la licenciatura en administración de empresas en la Universidad Iberoamericana. En 1971, cofundó, con Alfredo Harp Helú, la casa de bolsa Acciones y Valores de México Bolsa Mexicana de Valores (Accival), donde ocupó el cargo de Presidente del Consejo hasta el año 2003.
Al poco tiempo de su creación, la casa de bolsa Accival logró colocarse en el segundo lugar de operatividad en el piso de remates, solamente superada por Banco Nacional de México (Banamex).
Los intereses profesionales de Roberto Hernández lo llevaron a formar parte del Consejo de Administración de la Bolsa Mexicana de Valores de 1972 al 2003 y a ser su presidente de 1974 a 1979.
En 1991, junto con los principales socios de Accival y un grupo de inversionistas adquirieron Banamex, fundando así el Grupo Financiero Banamex  – Accival (Banacci).
Desde 1991 a la fecha mantiene el cargo de Presidente del Consejo de Administración de Banamex, y fue su director general de 1997 al 2001.
Fue Presidente de la Asociación Mexicana de Banqueros (hoy Asociación de Bancos de México) de 1993 a 1994.
En el año 2001 encabezó la mayor transacción corporativa realizada entre México y los Estados Unidos al integrarse Banacci al mayor grupo financiero del mundo, Citigroup. La operación ofreció a todos los accionistas de Banacci las mismas condiciones de equidad, y fue ejecutada en un tiempo récord.
A partir del 2002 forma parte del Comité Internacional de Asesoría del Federal Reserve Bank of New York.
Actualmente, es miembro del Consejo de Administración de Citigroup, Grupo Financiero Banamex, Grupo Televisa, Ingenieros Asociados (ICA), Gruma y CIE entre otras.
Su interés por el arte, la naturaleza y la educación lo llevó a aceptar invitaciones para formar parte de instituciones como el Museo Nacional de Arte, World Monuments Fund, University of Cambridge – Advisory Board of the Judge Institute of Management, The Nature Conservacy Board, David Rockefeller Center for Latin American Studies at Harvard, entre otras.
Es parte de la organización ambiental The Nature Conservancy junto con su esposa Claudia Madrazo los cuales forman parte del Consejo de Conservación para América Latina con el fin de proponer alternativas para la preservación de los ecosistemas de la región y promover el desarrollo sostenible.
La Pasión por las comunidades de Roberto se ve Reflexionada en su Hija mayor Marilú Hernández Velasco, creadora de los Talleres Mayas denominado Fundación Haciendas Del Mundo Maya, promueve los productos artesanales de la región de la península de Yucatán. 
Su pasión por Los caballos de Gran Premio se ve en su hija menor Andrea Hernández Velasco lleva el Hípico Santa Rosa un criadero y equipo hípico de gran prestigio
Su sobrino Pedro Verea Hernández  es CEO del Grupo Desarrollador Paralelo 19 que aparte de tener las haciendas llevan hoteles de alta gama como el hotel de la marca de lujo Four seasons (Tamarindo).
También es dueño de Las Haciendas de Yucatán Hacienda Temozon, Hacienda San José, Hacienda Santa Rosa, Hacienda Uayamon, Hacienda Puerta Campeche entre otras.